# Lucille Fletcher
Violet Lucille Fletcher (n. 28 martie 1912, New York City, New York, SUA – d. 31 august 2000, Langhorne⁠(d), Pennsylvania, SUA) a fost o scenaristă americană de film, radio și televiziune. Printre lucrările ei se numără The Hitch-Hiker, o piesă radio originală scrisă pentru Orson Welles și adaptată ca un episod omonim al serialulului de televiziune Zona crepusculară. Lucille Fletcher a mai scris Sorry, Wrong Number, una dintre cele mai celebre piese din istoria radioului american, pe care a adaptat-o și extins-o pentru clasicul film noir din 1948 cu același nume. A fost căsătorită cu compozitorul Bernard Herrmann în 1939, pentru care a scris libretul pentru opera sa Wuthering Heights, pe care a început-o în 1943 și a terminat-o în 1951, după divorțul lor.

## Lucrări

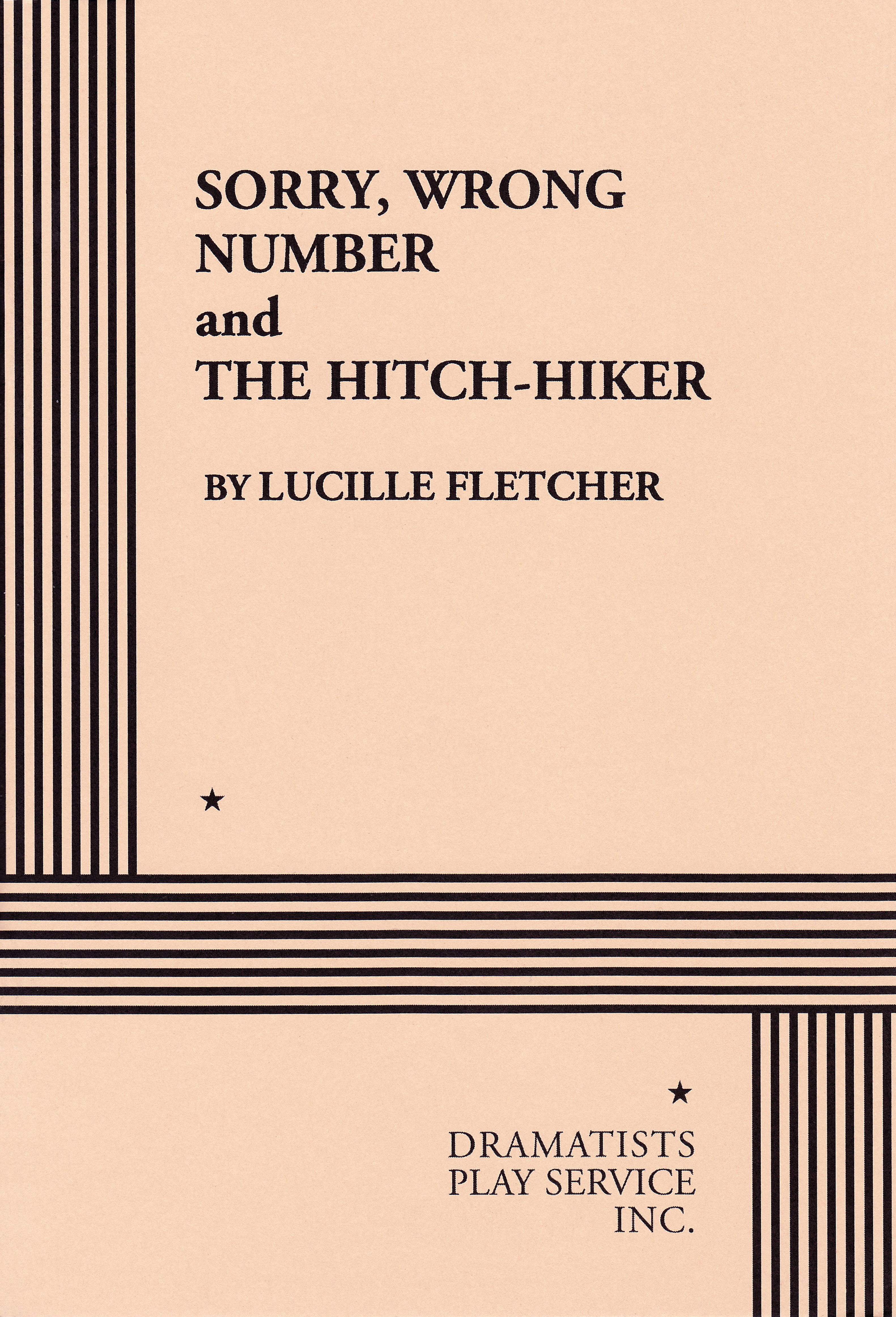
Sorry, Wrong Number și The Hitch-Hiker, prima dată publicate de în 1952

### Piese radio
- My Client Curly. WHP-CBS, 7 martie 1940
- The Man with the One Track Mind. Columbia Workshop, 30 iunie 1940.[14]
- Carmilla. Columbia Workshop, 28 iulie 1940.[14]
- Alf, The All-American Fly. Columbia Workshop, 1 septembrie 1940.[14]
- The Hitch-Hiker⁠(d). The Orson Welles Show⁠(d), 17 noiembrie 1941.[15]:367
- Someone Else. Columbia Workshop⁠(d), 20 iulie 1942.[14]
- Remodeled Brownstone. Columbia Workshop, 19 octombrie 1942.[14]
- Gremlins. Ceiling Unlimited⁠(d), 21 decembrie 1942.[15]:375
- The Diary of Saphronia Winters. Suspense, 27 aprilie 1943.[12]
- Sorry, Wrong Number⁠(d). Suspense⁠(d), 25 mai 1943.[12]
- Fugue in C Minor. Suspense, 1 iunie 1944.[12]
- The Search for Henri Le Fevre. Suspense, 6 iulie 1944.[12]
- Night Man. Suspense, 26 octombrie 1944.[12]
- The Furnished Floor. Suspense, 13 septembrie 1945.[12]
- Dark Journey. Suspense, 25 aprilie 1946.[12]
- The Thing in the Window. Suspense, 19 decembrie 1946.[12]
- Bela Boczniak's Bad Dreams. The Clock⁠(d), 25 aprilie 1948.[16][17]

### Romane
- Sorry, Wrong Number⁠(d): A Novelization, cu Allan Ullman. New York: Random House, 1948. OCLC 2312888
- Night Man, with Allan Ullman. New York: Random House, 1951. OCLC 1387009
- The Daughters of Jasper Clay. New York: Holt, 1958. OCLC 1442341
- Blindfold. New York: Random House, 1960. OCLC 1807238
- And Presumed Dead. New York: Random House, 1963. OCLC 1439426
- The Strange Blue Yawl. New York: Random House, 1964. OCLC 1416360
- The Girl in Cabin B54. New York: Random House, 1968. ISBN: 9780340108086
- Night Watch. New York: Random House, 1972. ISBN: 9780394482583
- Eighty Dollars to Stamford. New York: Random House, 1975. ISBN: 9780394475448
- Mirror Image. New York: W. Morrow and Co, 1988. ISBN: 9780688077495

### Piese de teatru
- Sorry, Wrong Number, and The Hitch-Hiker; Plays in One Act. [New York]: Dramatists Play Service, 1952. ISBN: 978-0-8222-1059-7
- Night Watch⁠(d); A Play of Suspense in Two Acts. [New York]: Dramatists Play Service, 1972. ISBN: 9780822208266

### Libretto
- Wuthering Heights; Opera in 4 Acts and a Prologue⁠(d), cu Bernard Herrmann. Londra: Novello, 1965. OCLC 13572509